# Pseudotorymus pulchellus
Pseudotorymus pulchellus är en stekelart som beskrevs av Masi 1929. Pseudotorymus pulchellus ingår i släktet Pseudotorymus och familjen gallglanssteklar.
Artens utbredningsområde är Libya. Inga underarter finns listade i Catalogue of Life.